# Краљица југа (књига)
Краљица југа (шп. La Reina del Sur) роман је аутора Артура Переса Ревертеа. Роман прати животну причу Терезе Мендосе, жене која се, од жртве која бежи у Шпанију да би спасила свој живот, претворила у једну од најмоћнијих фигура у нарко свету. Тереза је жена која је освојила три континента и постала легенда. Новинари су је називали краљицом југа, а полиција није могла да докаже њену умешаност у било какве илегалне послове. Током 2010. године, снимљена је истоимена теленовела која прати радњу књиге.

## Структура дела
Краљица југа је роман. Подељена је на поглавља којих има укупно седамнаест. Свако поглавље је насловљено стиховима и називима стварних мексичких наркокорида. Наркокориде су врло популарне песме у Мексику и целој Латинској Америци које су посвећене нарко-дилерима и које величају дрогу, насиље и новац.
Позиција приповедача је у првом и трећем лицу. Дело је прожето дескрипцијом, нарацијом и дијалозима.
Паралелно се одвијају две приче. Једна која прати живот Терезе Мендосе, и друга која прати самог приповедача који сакупља податке и информације о Терези.

## Писац као наратор
Одлучивши да напише књигу о легендарној Терези Мендоси, писац није ни слутио у какву се авантуру упушта. Није ни био свестан чињенице колико је Тереза била мистериозна и интригантна личност и како је морао да црпи информације од оних који су је познавали. Неизоставно је желео да доврши књигу о Краљици југа и зато је често морао да буде веома стрпљив, јер је стално наилазио на саговорнике са тешким карактером, а већина је одавала слику флегматика. Био је спреман да истрпи и досетку или пак увреду на сопствени рачун, само да дозна још неку појединост о Терези и њеном динамичном животу. Писац нам никако директно не одаје свој утисак о јунакињи његовог дела, али нам суптилно, иза вела објективности, назначава своје дивљење према овој храброј жени, жени која је између кукавичлука и храбрости изабрала да буде храбра.

## Синопсис
Роман прати живот Терезе Мендосе. Тереза Мендоса потиче из сиромашне четрврти Кулијакана. Након што је напустила основну школу почела је да зарађује мењајући новац, да би је једног дана живот нанео на пут Рајмунда Давиле Паре, професионалног пилота картела Хуарес, у народу познатијеg као Гуеро Давила. Након што је примила позив о смрти Гуера Давиле, Тереза Мендоса почиње да бежи како би спасила свој живот. Гуеро Давила је убијен током једне од операција, а за собом оставља роковник у коме се налазе важне информације које Терези могу спасити живот. Пратећи упутства Гуера Давиле, Тереза Мендоса одлази до стана у коме се налази роковник и новац који јој је потребан да би напустила земљу. У стану се сусреће са Гатом Фијеросом и Потемкином Галвесом званим Пинто. Они су били плаћеници који су послати да је убију, по наређењу Сесара Бетмена Гуемеса, који је организовао и убиство Гуера Давиле. Гато Фијерос је силовао Терезу Мендосу, а она је, да би се одбранила пуцала њему у лице. Након што је побегла из стана, уговорила је састанак са Епифанијом Варгасом, кумом Гуера Давиле, који је требало да спасе Терези живот у замену за роковник. Епифанио Варгас шаље Терезу у Мароко, у Мелиљу.
У Мелиљи Тереза почиње да ради као конобарица, да би касније почела да ради за благајном. Ту упознаје Галицијца, Сантјага Лопеза Фистеру, који се бавио прекоокеанским транспортом дроге. Она са њим започиње везу, напушта посао и одлучује да му помогне у послу. Он уговара посао и Тереза полази са њим у операцију. Једне ноћи обалска стража их уочава и почиње да их јури. У покушају да избегне хеликоптере и обалску стражу, њихов брод удара у стену. Сантјаго је погинуо, док је Тереза преживела, али је ухапшена. У затвору, у Шпанији, ћелију је делила са Патрисијом О’Фарел. Након изласка из затвора наставља дружење са Патрисијом, која јој открива своју тајну и предлаже посао. Њих две одлазе на место у коме је скривено пола тоне кокаина, који је сакрио Патрисијин дечко пре него што је убијен. Оне одлучују да тај кокаин продају првобитном власнику, Русу Олегу Јасикову. Он откупљује кокаин, али и наставља пословање са Терезом и Патрисијом. Њих две оснивају фирму, Трансер Нагу, која се бавила трансфером дроге. Тереза постаје веома успешна у том послу, због чега добија надимак Краљица југа. У послу јој помаже адвокат Тео Алхарафе, који је био стручњак у фискалном праву и финансијском инжењерингу. Временом Тео и Тереза започињу тајну везу. У међувремену, Гато Фијерос и Потемкин Галвес долазе у Шпанију како би довршили посао. Олег Јасиков их открива и обавештава Терезу, која је требало да одлучи шта ће бити са њима. Она одлучује да убију Гата Фијероса, али да поштеде Пинта, који постаје њен верни телохранитељ. Патрисија О’Фарел препушта Терези сав посао и препушта се дроги и алкохолу, што је доводи до тешке депресије и касније до самоубиства. Тереза сазнаје да је трудна са Теом, али одлучује да му не каже ништа. Олег Јасиков саопштава Терези да у њеном окружењу постоји неко ко обавештава полицију о њеним пословима. Тереза сумња у Теа, па му поставља замку. Након успешно обављеног трансфера, Тео признаје да сарађује са полицијом, па Тереза наређује његово убиство. Једнога дана, у њену фирму долазе агент ДЕА-е (Drug Enforcement Administration) и представник мексичке амбасаде. Саопштавају јој да је Гуеро Давила био тајни агент ДЕА-е и да је за његову смрт крив Епифанио Варгас, који се у том тренутку налази пред преузимањем власти у своје руке у Мексику. Они јој нуде да сведочи против њега у замену за њену слободу. Након неког времена, Тереза одлучује да се са Пинтом врати у Мексико и да сведочи против Епифанија. Пре сведочења налази се са Епифанијем и саоштава му да је прочитала роковник и да се вратила по освету. Она се враћа у кућу у којој је била смештена. Епифанијеви људи нападају кућу, убијају Пинта, док Тереза успева да се спасе. Тереза сведочи против Епифанија, његова политичка каријера је уништена, а она заувек нестаје.

## Ликови

### Лик Терезе Мендосе
Тереза Мендоса Чавез је рођена у Кулијакану, Синалои, малом граду у Мексику. Кћерка је Шпанца и мајке Мексиканке. У делу је описана као црнокоса девојка, црних очију и средње висине, не нарочито лепа, ни превише бистра ни превише глупа, али је умела са бројкама. Одрастала је у сиромашном крају по имену Лас Сјете Готас. Мајка ју је занемаривала и злостављала.
Као веома млада почиње да зарађује мењајући новац на улици. Тако упознаје Гуера Давилу, мушкарца који се бавио криминалом, заљубљује се и полако улази у свет подземља.
Цело дело прати развој Терезине личности, њена унутрашња искушења, страхове и борбу са самом собом. У почетку је видимо као младу и повучену, девојку нарко-дилера. Његовим убиством, креће и њено мењање. Поново се осећа усамљено и незаштићено и почиње своју борбу за опстанак.
Приморана је да побегне из земље, одлази у Мелиљу, шпански град у Африци. Показује своје принципе и одбија да ради као проститутка. У бару Џамила, у којем је радила сви су је поштовали, гледали је као карактерну, бистру, речиту девојку. У послу је била озбиљна, живела је сама и никад није дозволила да гости забораве ко је она. Није имала пријатеље, увек је гледала само своја посла.
У Мелиљи упознаје Сантјага Фистеру, ситног крујумчара хашиша. Сматрала да је Сантјаго леп, привлачан, снажан, на неки начин је у њему нашла утеху. Тереза никада није хтела да буде обична девојка дилера, па је на њен наговор постала његова партнерка у кријумчарењу.
Тај тренутак постаје кључан за њен живот. Слику са Гуером, коју је увек носила са собом, цепа на пола. То представља њену потребу да рашчисти са својом мучном прошлошћу, схвати да је остала потпуно сама и тада се рађа нова Тереза Мендоса.
За време опасног транспорта робе, Сантјаго губи живот, она преживљава и бива послата у затвор Ел пуерто де Санта Марија.
Затвор у потпуности мења Терезу. Ту упознаје Патрисију О'Фарел, девојку из богате породице, са којом дели затворску ћелију. Пати је у великој мери утицала на развој Терезине личности. Тереза почиње да чита, проучава књиге које је одведе у скроз другачији свет. Уз књиге она учи, образује се, путује, сања, живи друге животе и изнова проживљава свој. Читајући је потиснула самоћу и страхове. 
По изласку из затвора, Пати је научила Терезу како да говори, како да се облачи, понаша, хода, на неки начин је обликовала као жену. На Патин наговор, узимају пола тоне кокаина које је Пати скривала. Од тог тренутка креће њихов успон у свету дроге и криминала. 
У том новом свету Тереза постаје јака, одлучна и способна да се супротстави препрекама које су јој уследиле. Подмићује судије, правнике, полицију, чак и градоначелника.

### Гуеро Давила
Рајмундо Давила Пара (Raimundo Dávila Parra) познатији као Гуеро Давила (El Güerо) први је значајан мушкарац у Терезином животу. Он је агент службе ДЕА (Drug Enforecement Administration - служба за борбу против нароктика у САД) убачен у мексичке нарко-картеле. Волео је да живи на ивици живота и смрти. Коцкао се са својим животом и слободом, не толико због новца колико због личног задовољства. Био је изузетно храбар, комуникативан, понекад и брбљив, несмотрен и хвалисав јер неке ствари није могао да задржи за себе. Волео је шале, игру и опкладе. Био је склон ризику, хладан упркос својој екстровертној појави. Надимак Гуеро је добио због плаве косе, плавих очију и североамеричког нагласка. У младости је диловао дрогу и бавио се криминалним активностима. Након одслужења казне у северноамеричком затвору, ДЕА га је регрутовала и послала у Синалоу како би се убацио у кријумчарске редове картела Хуарес. Завршио је пилотски курс и његов посао у картелу био је да превози дрогу. Откривено је да је радио иза леђа свог шефа и због тога је убијен.

### Сантјаго Фистера Лопез
Сантјаго Фистера Лопез (Santiago Fisterra López), Галицијац, је други битан човек у Терезином животу. Имао је око 35 година. Упознаје Терезу док је још радила као конобарица у Мелиљи. Био је снажан, коврџаве косе, мирних зелених очију. На десној подлактици имао је тетоважу разапетог Исуса међу морнарским симболима, чије значење Тереза никад није сазнала. Као и Гуеро, бавио се илегалним пословима. На свом глисеру кријумчарио је прво вино, дуван, а затим и хашиш. Био је човек од речи, професионалац. Након што је Сантјагов помоћник ухапшен, Тереза преузима његову улогу и придружује се Сантјагу у његовим пословима. У почетку се Сантјаго противио њеној одлуци, али на крају је попустио због њене решености и тврдоглавости. Учи је свему што зна о шверцу, чамцима и навигацији. Био је најбољи у свом послу и успешно је избегавао окршаје са цивилном гардом, контролним службама и обалском стражом. Једне ноћи, у току њихове заједничке акције, при покушају да избегну стражу, доживљавају незгоду у којој Сантјаго умире.

### Патрисија О`Фарел
Патрисија О'Фарел (Patricia O' Farrell), познатија под надимком Поручница О'Фарел, имала је највећи утицај на Терезу. Била је образована, немарна, хировита ћерка из угледне богаташке породице. Њен тадашњи дечко био је упетљан у послове шверца дроге са Русима. Након што је покушао да их изигра завршава убијен, а Пати рањена и завршава у затвору. Била је бисексуалка и потајно заљубљена у Терезу. Била је доминантна, хладна и веома интелигентна. Као и свака жена из богате породице, имала је истанчан укус, али имала је једну велику ману-била је зависна од кокаина. Имала је плаву косу, кратко ошишану и плаве очи. Терезу упознаје у затвору и буди у њој жељу за усавршавањем. Била је доста старија и искуснија. Захваљујући њој Тереза схвата да може сама да успе у животу и да јој није неопходан мушкарац као заштитник. Била је упозната са пословима свог дечка и знала је где се налазио сакривен кокаин који су сви тражили. Тај кокаин је омогућио Терези и њој да започну послове везане за дрогу. Неочекивано, оне постају најмоћније у том послу. Патрисија је имала добре контакте и везе. Пати због неумерног конзумирања дроге и алкохола почиње да се понаша непримерено и постаје превише брбљива и непромишљена, што је у њиховом послу недопустиво. Након саобраћајне несреће пада у депресију и после неколико дана одузима себи живот.

### Олег Јасиков
Олег Јасиков (Oleg Yasikov) представник је руске мафије у Шпанији. Свидела му се Терезина храброст и интелигенција, због чега они постају партнери. Тереза од њега учи многе ствари. Највише је у свом послу ценио поштовање. Био је висок и крупан човек, плаве косе. Својом појавом изазивао је страхопоштовање. Одлично је говорио шпански.

### Потемкин Галвес
Потемкин Галвес (Potemkin Gálvez), познатији као Поте, један је од чланова највећег нарко картела и Гуеров некадашњи колега. Иако је више пута послат да је убије, Тереза му спашава живот и узима га за свог телохранитеља. Постаје њен верни слуга који је прати у стопу. Био је до последњег тренутка уз њу, када даје свој живот како би је заштитио.

### Тео Алхарафе
Тео Алхарафе (Teo Aljarafe) био је Терезин и Патрисијин пословни саветник. Био је ожењен и имао двоје деце. Важио је за угледног човека и био је богат. Био је финансијски стручњак и доста је помогао у прикривању Терезиних илегалних послова. Захваљујући пријатељству са Пати, добио је своје место у Терезиним пословима. Био је у интимним односима са Терезом, али није било никаквих дубљих осећања између њих. Под притиском издаје Терезу и она наређује да га убију.

### Дрис Ларби
Дрис Ларби (Dris Larbi) власник је Џамиле, кафића у којем је Тереза радила. Он је миран човек, посвећен послу. Бавио се илегалним пословима, али никад није ушао у свет дроге. Веома је поштовао Терезу, чак га је и привлачила.

## Законитости и одлике нарко-света уКраљици југа
- Не побеђују најхрабрији, већ најлукавији. Заправо, они најхрабрији често губе живот на најсуровији начин;
- Они који су на самом врху света којим влада дрога и корупција одређују кад је некоме куцнуо час;
- Најмања грешка, а камоли издаја, плаћа се животом;
- У овом послу се никоме не сме веровати;
- Скоро никоме се не пружа друга шанса;
- Животне околности претварају жртву нарко-света у највећег дилера дроге;
- Потплаћивање политичара и виђенијих људи је једна од основних одлика овог света;
- Постоји тенденција да се ланац дроге развије са што већим бројем држава;
- Нарко-свет је херметичан за остатак света и користи посебну врсту комуникације како би се оградио од њега и остао незапажен;
- Новац и моћ су главна мотивација света дроге

## Критике и рецепција публике
Краљица југа је шпански бестселер, који је уздрмао цео свет. Прича о жени која је у својим рукама држала три континента је привукла пажњу целог света. Ова необична и контроверзна јунакиња је својом снагом улила наду и храброст многим женама да се изборе за своју слободу. Ова књига се неће заборавити јер описује жену која упркос томе што је негативан лик, успева да убеди читаоце да буду на њеној страни и да је бодре. Књига, као и серија је била цензурисана у многим земљама зато што људи ниси навикли на женски лик који пије, псује, сам одлучује о свом телу, свом статусу. Тереза успева да исплови на врх и да докаже свима који ниси веровали да жена може да успе без мушкарца.

## Инспирација аутора
Артуро Перес Реверте је потврдио да је добио инспирацију за писање књиге слушајући наркокориде бенда (шп. Los Tiges de Norte). Нарочито када је чуо песму (шп. Camelia la Tejana) .
Када сам чуо песму (шп. Camelia la Tejana) осетио сам потребу да и сам напишем текст за једну такву песму. Али немам појма о музици, нити знам да резимирам укратко тако перфектну причу. Тако да сам после дуго размишљања одлучио да напишем наркокориду од петсто страна и да ту помешам два света и две границе 

## Ауторево истраживање
Да би ову књигу што верније приказао Артуро Перес Реверте је доста истражививао. Изучавао је правила и законе нарко света, разлику између шпанског, мексичког и афричког друштва и њихов поглед на свет. Одлазио је у Синалоу и посматрао окружење у ком његова прича почиње. Разговарао је са бившим затвореницама затвора Ел пуерто де Санта Мариа и тамо је упозано жену која је служила као инспирација за лик Патрисије О'Фарел. Такође је присуствовао ноћним потерама на глисере у Гибралтарском мореузу. Уз помоћ заповедника царинског чамца је могао да изврши детељну реконструкцију последњег путовања по мору Сантјага Фистере. Неке личности поменуте у књизи су истините, али је велики број измишљен или су им имена промењена ради њихове и пишчеве безбедности.

## Телевизијска адаптација
Колумбијска телевизијска кућа Телемундо и шпанска Антена 3 су 2011. снимили серију по књизи Краљица југа која има 63 епизоде. Сценарио за сваку епизоду је лично одобрио Артуро Перес Реверте. Серија је снимана у Колумбији, САД, Мексику и Шпанији. У овој адаптацији Терезу Мендосу игра мексичка глумица Кејт Дел Кастиљо. Прва епизода је била најгледанија епизода у историји Телемунда.

## Цитати
Не постоје две исте књиге, као што не постоје два иста писца. Свака прочитана књига, као свако људско биће, је посебна књига, посебна прича, други свет. 
Најопаснији људи су они који су највише патили, зато што они знају да се може преживети. 
Не постављај питања на која не желиш да знаш одговоре. 
Живот је посао, једино што се мења је роба.
Живимо на месту где је умрети насилном смрћу умрети природном смрћу. 
Веома ми је чудна спремност неких мушкараца да утврде, објасне, дефинишу, оправдају, полажу рачуне које нико није тражио. Ниједној жени не требају таква срања. 
Истина обично остаје испод легенди. 
Понекад мислим да је живот био толико леп, да није личио на живот. 
Битније је да те поштују него да те воле. 
Што се тиче жена, некада чујеш песму сирене, а изађе ти ајкула из мора. 
Увек је лакше разyмети се са нитковом. Други су тешки, али срећом таквих има мање 
Страх је увек већи када си у стању да замислиш шта те чека.